# Olaf Kjems
Olaf Nielsen Kjems (Odder, 31 de maig de 1880 – Vester Vedsted, Esbjerg, 11 d'abril de 1952) va ser un gimnasta artístic danès que va competir a començaments del segle xx.
El 1912 va prendre part en els Jocs Olímpics d'Estocolm, on va guanyar la medalla de plata en el concurs per equips, sistema suec del programa de gimnàstica.